# Parcours du Cercle Bruges KSV en Coupe de Belgique
Le parcours du Cercle Bruges KSV en Coupe de Belgique retrace les performances de l'équipe dans toutes les éditions de cette compétition. Le Cercle a participé à chacune d'entre elles, à l'exception de l'édition 1934-1935, la remportant à deux reprises et s'inclinant trois fois en finale. Il atteint également quatre fois les demi-finales, et neuf fois les quarts de finale. À l'opposé, il est éliminé à onze reprises dès son entrée dans la compétition.

## Tableau des résultats
| Édition   | Tour                     | Adversaire                  | Résultat    | Remarques                                                   |
| --------- | ------------------------ | --------------------------- | ----------- | ----------------------------------------------------------- |
| 1911-1912 | 8e de finale             | Excelsior SC                | 4-1         |                                                             |
| -         | quart de finale          | Léopold CB                  | 3-1         | Éliminé                                                     |
| 1912-1913 | 16e de finale            | FC Liégeois                 | 1-2         |                                                             |
| -         | 8e de finale             | FC Malines                  | 0-1         |                                                             |
| -         | quart de finale          | CS Verviétois               | 3-1         |                                                             |
| -         | demi-finale              | Daring CB                   | 4-1         | Match joué sur le terrain de l'Antwerp                      |
| -         | Finale                   | Union Saint-Gilloise        | 3-2         | Battu après prolongation                                    |
| 1913-1914 | 16e de finale            | CS Verviétois               | 1-0         | Éliminé                                                     |
| 1926-1927 | Premier tour             | Turnhoutse SK HIH           | 2-2         | Tirage au sort                                              |
| -         | 16e de finale            | Crossing FC Ganshoren       | 1-5         |                                                             |
| -         | 8e de finale             | Jeunesse Arlonaise          | 2-3         |                                                             |
| -         | quart de finale          | Racing FC Montegnée         | 0-1         | Après 2 prolongations                                       |
| -         | demi-finale              | Union Royale Saint-Gilloise | 6-1         |                                                             |
| -         | Finale                   | Tubantia FAC                | 2-1         | Le Cercle remporte la Coupe                                 |
| 1934-1935 | non-inscrit              | non-inscrit                 | non-inscrit | non-inscrit                                                 |
| 1953-1954 | Cinquième tour           | Tilleur FC                  | 2-0         | Après prolongation                                          |
| -         | 32e de finale            | Berchem Sport               | 4-3         | Éliminé                                                     |
| 1954-1955 | Cinquième tour           | Wartet EFC                  | 7-1         |                                                             |
| -         | 32e de finale            | VV Vosselaar                | 3-0         |                                                             |
| -         | 16e de finale            | KFC Izegem                  | 2-1         |                                                             |
| -         | 8e de finale             | RFC Brugeois                | 2-1         | Éliminé                                                     |
| 1955-1956 | Cinquième tour           | RCS La Forestoise           | 0-3         |                                                             |
| -         | 32e de finale            | Voorwaarts Tirlemont        | 1-1         | Le Cercle est éliminé aux tirs au but                       |
| 1963-1964 | Cinquième tour           | RFC Seraing                 | 1-1         | Le Cercle se qualifie aux tirs au but                       |
| -         | 16e de finale            | RCS Yprois                  | 2-0         |                                                             |
| -         | 8e de finale             | Daring Club de Bruxelles    | 2-1         | Éliminé                                                     |
| 1964-1965 | 32e de finale            | RC Gand                     | 3-3         | Le Cercle se qualifie aux tirs au but                       |
| -         | 16e de finale            | Sporting Charleroi          | 5-0         |                                                             |
| -         | 8e de finale             | SK Beveren-Waes             | 3-1         |                                                             |
| -         | Quart de finale          | KFC Diest                   | 3-2         | Éliminé                                                     |
| 1965-1966 | 32e de finale            | Voorwaarts Tirlemont        | 2-1         |                                                             |
| -         | 16e de finale            | Racing White                | 2-0         | Éliminé                                                     |
| 1966-1967 | 32e de finale            | K Lyra                      | 2-0         | Éliminé                                                     |
| 1967-1968 | Quatrième tour           | US Ferrières                | 1-1         | Le Cercle est éliminé aux tirs au but                       |
| 1968-1969 | Quatrième tour           | Witgoor Sport Dessel        | 2-3         |                                                             |
| -         | 32e de finale            | La Gantoise                 | 1-2         | Éliminé                                                     |
| 1969-1970 | 32e de finale            | KSK Tongres                 | 2-3         |                                                             |
| -         | 16e de finale            | Union Saint-Gilloise        | 1-2         |                                                             |
| -         | 8e de finale             | Crossing Schaerbeek         | 1-0         |                                                             |
| -         | Quart de finale          | Olympic Charleroi           | 1-0         | Éliminé                                                     |
| 1970-1971 | 32e de finale            | SK Roulers                  | 3-0         |                                                             |
| -         | 16e de finale            | KFC Turnout                 | 0-0         | Le Cercle est éliminé aux tirs au but                       |
| 1971-1972 | 32e de finale            | SK Gullegem                 | 5-0         |                                                             |
| -         | 16e de finale            | Racing White                | 6-1         | Éliminé                                                     |
| 1972-1973 | 32e de finale            | RC Tirlemont                | 1-4         |                                                             |
| -         | 16e de finale            | RC Tournai                  | 2-0         |                                                             |
| -         | 8e de finale             | KFC Winterslag              | 0-2         |                                                             |
| -         | Quart de finale          | Lierse SK                   | 2-1         | Éliminé                                                     |
| 1973-1974 | 32e de finale            | Sint-Eloois-Winkel          | 9-0         |                                                             |
| -         | 16e de finale            | Saint-Trond VV              | 3-3         | Le Cercle est éliminé aux tirs au but                       |
| 1974-1975 | 32e de finale            | RCS Verlaine                | 11-1        |                                                             |
| -         | 16e de finale            | FC Tilleur                  | 2-0         |                                                             |
| -         | 8e de finale             | Standard de Liège           | 5-1         | Éliminé                                                     |
| 1975-1976 | 32e de finale            | Overpelt Fabriek            | 4-0         |                                                             |
| -         | 16e de finale            | FC Malines                  | 1-0         | Éliminé                                                     |
| 1976-1977 | 32e de finale            | KV Herselt                  | 12-0        |                                                             |
| -         | 16e de finale            | La Gantoise                 | 0-1         |                                                             |
| -         | 8e de finale             | Beerschot                   | 1-2         |                                                             |
| -         | Quart de finale          | Beveren-Waes                | 2-0         |                                                             |
| -         | Demi-finale              | RSC Anderlecht              | 3-2         | Éliminé                                                     |
| 1977-1978 | 32e de finale            | KSV Willebroek              | 1-1         | Le Cercle se qualifie aux tirs au but                       |
| -         | 16e de finale            | KFC Diest                   | 1-0         |                                                             |
| -         | 8e de finale             | Antwerp FC                  | 0-1         |                                                             |
| -         | Quart de finale          | Club Bruges KV              | 1-4         | Éliminé                                                     |
| 1978-1979 | 32e de finale            | RRFC Montegnée              | 1-1         | Le Cercle est éliminé aux tirs au but                       |
| 1979-1980 | 32e de finale            | Bilzerse VV                 | 0-4         |                                                             |
| -         | 16e de finale            | La Louvière                 | 3-2         |                                                             |
| -         | 8e de finale             | KSV Roulers                 | 2-2         |                                                             |
| -         | 8e de finale (replay)    | KSK Roulers                 | 1-2         | Éliminé                                                     |
| 1980-1981 | 32e de finale            | KSV Audenarde               | 1-2         |                                                             |
| -         | 16e de finale            | K Boom FC                   | 2-1         | Éliminé                                                     |
| 1981-1982 | 32e de finale            | KV Ostende                  | 0-1         |                                                             |
| -         | 16e de finale            | K Beringen FC               | 1-5         |                                                             |
| -         | 8e de finale             | Lierse SK                   | 1-2         | Éliminé                                                     |
| 1982-1983 | 32e de finale            | KFC Izegem                  | 2-3         |                                                             |
| -         | 16e de finale            | SC Charleroi                | 0-5         |                                                             |
| -         | 8e de finale             | Lierse SK                   | 2-0         | Éliminé                                                     |
| 1983-1984 | 32e de finale            | K Diegem Sport              | 0-4         |                                                             |
| -         | 16e de finale            | KSK Beveren                 | 0-3         | Éliminé                                                     |
| 1984-1985 | 32e de finale            | Stade Louvain               | 1-0         |                                                             |
| -         | 16e de finale            | Antwerp FC                  | 0-0         | Le Cercle se qualifie aux tirs au but (3-1)                 |
| -         | 8e de finale (aller)     | Saint-Trond VV              | 0-1         |                                                             |
| -         | 8e de finale (retour)    | Saint-Trond VV              | 1-1         |                                                             |
| -         | Quart de finale (aller)  | KRC Harelbeke               | 1-2         |                                                             |
| -         | Quart de finale (retour) | KRC Harelbeke               | 1-0         |                                                             |
| -         | Demi-finale (aller)      | RFC Seraing                 | 3-1         |                                                             |
| -         | Demi-finale (retour)     | RFC Seraing                 | 1-0         |                                                             |
| -         | Finale                   | KSK Beveren                 | 1-1         | Le Cercle l'emporte aux tirs au but (5-4) et gagne la Coupe |
| 1985-1986 | 32e de finale            | K Hoeselt VV                | 0-2         |                                                             |
| -         | 16e de finale            | KV Ostende                  | 1-3         |                                                             |
| -         | 8e de finale (aller)     | La Gantoise                 | 0-0         |                                                             |
| -         | 8e de finale (retour)    | La Gantoise                 | 1-3         |                                                             |
| -         | Quart de finale (aller)  | Standard de Liège           | 1-2         |                                                             |
| -         | Quart de finale (retour) | Standard de Liège           | 0-0         |                                                             |
| -         | Demi-finale (aller)      | Francs Borains              | 0-2         |                                                             |
| -         | Demi-finale (retour)     | Francs Borains              | 5-0         |                                                             |
| -         | Finale                   | Club Bruges KV              | 3-0         | Éliminé                                                     |
| 1986-1987 | 32e de finale            | Eendracht Gerhees Oostham   | 3-1         |                                                             |
| -         | 16e de finale            | SC Charleroi                | 2-2         | Le Cercle se qualifie aux tirs au but (3-1)                 |
| -         | 8e de finale (aller)     | KSC Lokeren                 | 2-0         |                                                             |
| -         | 8e de finale (retour)    | KSC Lokeren                 | 2-3         |                                                             |
| -         | Quart de finale (aller)  | KSV Waregem                 | 1-0         |                                                             |
| -         | Quart de finale (retour) | KSV Waregem                 | 2-0         |                                                             |
| -         | Demi-finale (aller)      | KSC Lokeren                 | 2-1         |                                                             |
| -         | Demi-finale (retour)     | KSC Lokeren                 | 2-0         | Éliminé                                                     |
| 1987-1988 | 32e de finale            | RFC Aubel                   | 4-1         |                                                             |
| -         | 16e de finale            | Saint-Trond VV              | 2-1         | Éliminé                                                     |
| 1988-1989 | 32e de finale            | KVV Looi Sport              | 1-0         | Éliminé                                                     |
| 1989-1990 | 32e de finale            | KSC Menen                   | 1-0         |                                                             |
| -         | 16e de finale            | RSC Anderlecht              | 0-1         | Éliminé                                                     |
| 1990-1991 | 32e de finale            | KSV Bornem                  | 2-1         | Éliminé                                                     |
| 1991-1992 | 32e de finale            | KSK Roulers                 | 1-2         |                                                             |
| -         | 16e de finale            | Standard de Liège           | 3-1         | Éliminé                                                     |
| 1992-1993 | 16e de finale            | SK Lommel                   | 5-2         | Éliminé                                                     |
| 1993-1994 | 16e de finale            | RWDM                        | 1-0         | Éliminé                                                     |
| 1994-1995 | 16e de finale            | SK Lommel                   | 0-1         |                                                             |
| -         | 8e de finale             | RSC Anderlecht              | 2-4         | Éliminé                                                     |
| 1995-1996 | 16e de finale            | SK Lommel                   | 2-1         |                                                             |
| -         | 8e de finale             | KSC Lokeren                 | 4-1         |                                                             |
| -         | Quart de finale          | K Beerschot VAC             | 2-1         |                                                             |
| -         | Demi-finale (aller)      | Antwerp FC                  | 0-3         |                                                             |
| -         | Demi-finale (retour)     | Antwerp FC                  | 3-3         |                                                             |
| -         | Finale                   | Club Bruges KV              | 1-2         | Éliminé                                                     |
| 1996-1997 | 16e de finale            | Tilleur-Liège               | 2-2         | Le Cercle est éliminé aux tirs au but (6-7)                 |
| 1997-1998 | Quatrième tour           | AFC Tubize                  | 5-0         |                                                             |
| -         | Cinquième tour           | UR Namur                    | 0-2         |                                                             |
| -         | 16e de finale            | Excelsior Mouscron          | 1-2         | Éliminé                                                     |
| 1998-1999 | Quatrième tour           | RSC Athus                   | 0-0         | Le Cercle se qualifie aux tirs au but (3-5)                 |
| -         | Cinquième tour           | RCS Visé                    | 1-4         |                                                             |
| -         | 16e de finale            | KSK Roulers                 | 2-1         |                                                             |
| -         | 8e de finale             | KV Courtrai                 | 0-0         | Le Cercle est éliminé aux tirs au but (1-3)                 |
| 1999-2000 | Quatrième tour           | KRC Malines                 | 6-1         |                                                             |
| -         | Cinquième tour           | SVD Handzame                | 3-1         |                                                             |
| -         | 16e de finale            | KSV Waregem                 | 1-0         | Éliminé                                                     |
| 2000-2001 | Quatrième tour           | KSK De Jeugd Lovendegem     | 0-5         |                                                             |
| -         | Cinquième tour           | RUS Tournai                 | 0-2         |                                                             |
| -         | 16e de finale            | KV Courtrai                 | 1-0         |                                                             |
| -         | 8e de finale             | TK Meldert                  | 1-2         |                                                             |
| -         | Quart de finale          | KRC Genk                    | 4-4         |                                                             |
| -         | Quart de finale (replay) | KRC Genk                    | 2-1         | Éliminé                                                     |
| 2001-2002 | Quatrième tour           | KFC Zwarte Leeuw            | 0-2         |                                                             |
| -         | Cinquième tour           | RAEC Mons                   | 0-1         | Éliminé                                                     |
| 2002-2003 | Quatrième tour           | K ESK Leopoldsburg          | 1-3         |                                                             |
| -         | Cinquième tour           | Francs-Borains              | 1-2         |                                                             |
| -         | 16e de finale            | RSC Anderlecht              | 1-3         | Éliminé                                                     |
| 2003-2004 | 16e de finale            | Standard de Liège           | 2-0         |                                                             |
| -         | 8e de finale             | K Bocholter VV              | 0-3         |                                                             |
| -         | Quart de finale (aller)  | Excelsior Mouscron          | 3-2         |                                                             |
| -         | Quart de finale (retour) | Excelsior Mouscron          | 0-0         | Éliminé                                                     |
| 2004-2005 | 16e de finale            | Olympic Charleroi           | 1-1         | Le Cercle est éliminé aux tirs au but (3-1)                 |
| 2005-2006 | 16e de finale            | White Star Woluwe           | 2-3         |                                                             |
| -         | 8e de finale             | La Gantoise                 | 1-1         | Le Cercle est éliminé aux tirs au but (4-2)                 |
| 2006-2007 | 16e de finale            | FCV Dender EH               | 1-0         | Éliminé                                                     |
| 2007-2008 | 16e de finale            | FC Malines                  | 2-4         |                                                             |
| -         | 8e de finale             | Club Bruges KV              | 1-0         |                                                             |
| -         | Quart de finale (aller)  | Standard de Liège           | 4-1         |                                                             |
| -         | Quart de finale (retour) | Standard de Liège           | 4-0         | Éliminé                                                     |
| 2008-2009 | 16e de finale            | Mol-Wezel                   | 2-1         |                                                             |
| -         | 8e de finale             | Sporting Charleroi          |             |                                                             |
| -         | Quart de finale (aller)  | KSV Roulers                 | 1-0         |                                                             |
| -         | Quart de finale (retour) | KSV Roulers                 | 2-1         |                                                             |
| -         | Demi-finale (aller)      | FC Malines                  | 2-1         |                                                             |
| -         | Demi-finale (retour)     | FC Malines                  | 2-1         | Le Cercle est éliminé aux tirs au but (5-3)                 |
| 2009-2010 | 16e de finale            | Oud-Heverlee Louvain        | 2-0         |                                                             |
| -         | 8e de finale             | SV Zulte-Waregem            | 1-3         |                                                             |
| -         | Quart de finale (aller)  | RSC Anderlecht              | 2-1         |                                                             |
| -         | Quart de finale (retour) | RSC Anderlecht              | 1-0         |                                                             |
| -         | Demi-finale (aller)      | KSV Roulers                 | 3-0         |                                                             |
| -         | Demi-finale (retour)     | KSV Roulers                 | 3-1         |                                                             |
| -         | Finale                   | La Gantoise                 | 0-3         | Éliminé                                                     |
| 2010-2011 | 16e de finale            | KFC Lille                   | 0-4         |                                                             |
| -         | 8e de finale             | Waasland-Beveren            | 3-1         |                                                             |
| -         | Quart de finale (aller)  | Germinal Beerschot          | 2-0         |                                                             |
| -         | Quart de finale (retour) | Germinal Beerschot          | 1-1         |                                                             |
| -         | Demi-finale (aller)      | KVC Westerlo                | 0-0         |                                                             |
| -         | Demi-finale (retour)     | KVC Westerlo                | 3-3         | Éliminé                                                     |
| 2011-2012 | 16e de finale            | KRC Malines                 | 1-0         |                                                             |
| -         | 8e de finale             | Beerschot                   | 0-1         | Éliminé                                                     |
| 2012-2013 | 16e de finale            | Hoogstraten VV              | 1-3         |                                                             |
| -         | 8e de finale             | Club Bruges KV              | 0-1         |                                                             |
| -         | Quart de finale (aller)  | KV Ostende                  | 2-1         |                                                             |
| -         | Quart de finale (retour) | KV Ostende                  | 1-2         |                                                             |
| -         | Demi-finale (aller)      | KV Courtrai                 | 1-2         |                                                             |
| -         | Demi-finale (retour)     | KV Courtrai                 | 2-2         |                                                             |
| -         | Finale                   | KRC Genk                    | 0-2         | Éliminé                                                     |
| 2013-2014 | 16e de finale            | K Wolvertem SC              | 0-3         |                                                             |
| -         | 8e de finale             | Standard de Liège           | 1-0         |                                                             |
| -         | Quart de finale (aller)  | SV Zulte Waregem            | 1-0         |                                                             |
| -         | Quart de finale (retour) | SV Zulte Waregem            | 3-2         | Éliminé                                                     |

## Quelques chiffres
- Victoires : 2
- Finales perdues : 3
- Éliminations en demi-finales : 4
- Éliminations en quarts de finale : 9
- Plus large victoire : 12-0 contre le KV Herselt en 1976-1977
- Plus large défaite : 1-6 contre le Racing White en 1971-1972